# شمارش معکوس کریسمس المو
شمارش معکوس کریسمس المو (انگلیسی: Elmo's Christmas Countdown) یک تله‌فیلم آمریکایی محصول سال ۲۰۰۷، به همراهی شخصیت‌هایی از سسمی استریت است. این فیلم نخستین بار دو روز پیش از کریسمس ۲۰۰۷ پخش شد. افرادی همچون بن استیلر، ان هتوی، جیمی فاکس، آلیشا کیز، شریل کرو، استیو اسکیریپا، تونی سیریکو، جنیفر هادسن، برد پیزلی و کوین جیمز در این محصول به نقش‌آفرینی و صداپیشگی پرداخته‌اند.